# Polyrhachis violaceonigra
Polyrhachis violaceonigra är en myrart som beskrevs av Hugo Viehmeyer 1914. Polyrhachis violaceonigra ingår i släktet Polyrhachis och familjen myror. Inga underarter finns listade i Catalogue of Life.